# Аверкій (Байзатов)
Митрополит Аверкій (в миру Аврам Петров Байзатов, болг. Аврам Петров Бъзайтов); нар. 1815, Сопот — пом. 24 січня 1878, Стамбул) — єпископ Православної церкви Болгарії. Педагог, викладач болгарської мови та історії в пансіоні шляхетних дівчат графині Левашової в Києві. Вихованець Київської духовної академії. Також перекладач.

## Біографія
Народився 1815 в Сопоті. Закінчив училище при Сопотському Спаському чоловічому монастирі Вознесіння Христового.
У 1839—1845 викладав в Габрово.
У 1845—1848 навчався в Белградській духовної семінарії, де 15 травня 1846 прийняв чернецтво і висвячений в сан ієродиякона.
У 1849—1850 викладав в Сопоті.
У 1860 вступив до Київської духовної академії, навчання в якій перервав в 1862.
У 1857 викладав в Сопоті і Видині.
Слухав лекції в різних європейських університетах, в тому числі на філософському факультеті Дрезденського університету (1862—1864).
Викладав в Белградській духовної семінарії, в духовних навчальних закладах Заєчара і Крагуєваца.
З 1870 — вчитель болгарської мови та історії в пансіоні шляхетних дівчат графині Левашової в Києві.
Після повернення до Болгарії був рекомендований митрополитом Пловдивським Панаретом як кандидат на одну з посад Врачанської кафедри. 23 лютого 1873 обраний Синодом, а 26 лютого 1873 висвячений в сан митрополита Врачанського.
Був настоятелем болгарської церкви святого Стефана в Константинополі. Публікувався в газеті «Зарница» з 1877. Цікавився проблемами духовної освіти і займався перекладами.
Помер у грудні 1878 в Стамбулі. Був в похований у дворі старої (дерев'яної) церкви «Святого Стефана» в Стамбулі.

## Переклади
- «Разговори за сърдечно и душевно образование / Соч. на сръбски от Гавриила Поповича, архимандрита, а преведени на български от Аверкиа Петровича Д., сопотненца». Белград, 1847
- «Цвет милости или завещание чадолюбиваго отца [от П. Стоишича] / Преведе ся от Аверкия Петровича Диакона». Белград, 1848
- «Църковна история с най-нужни случаи в святата църква… / Преведе от греческий на славяноболгарский язык от Аверкия Петровича и Григорий Гога, дякони». Белград, 1855.